# Taufbecken St-Georges (Belloy-en-France)

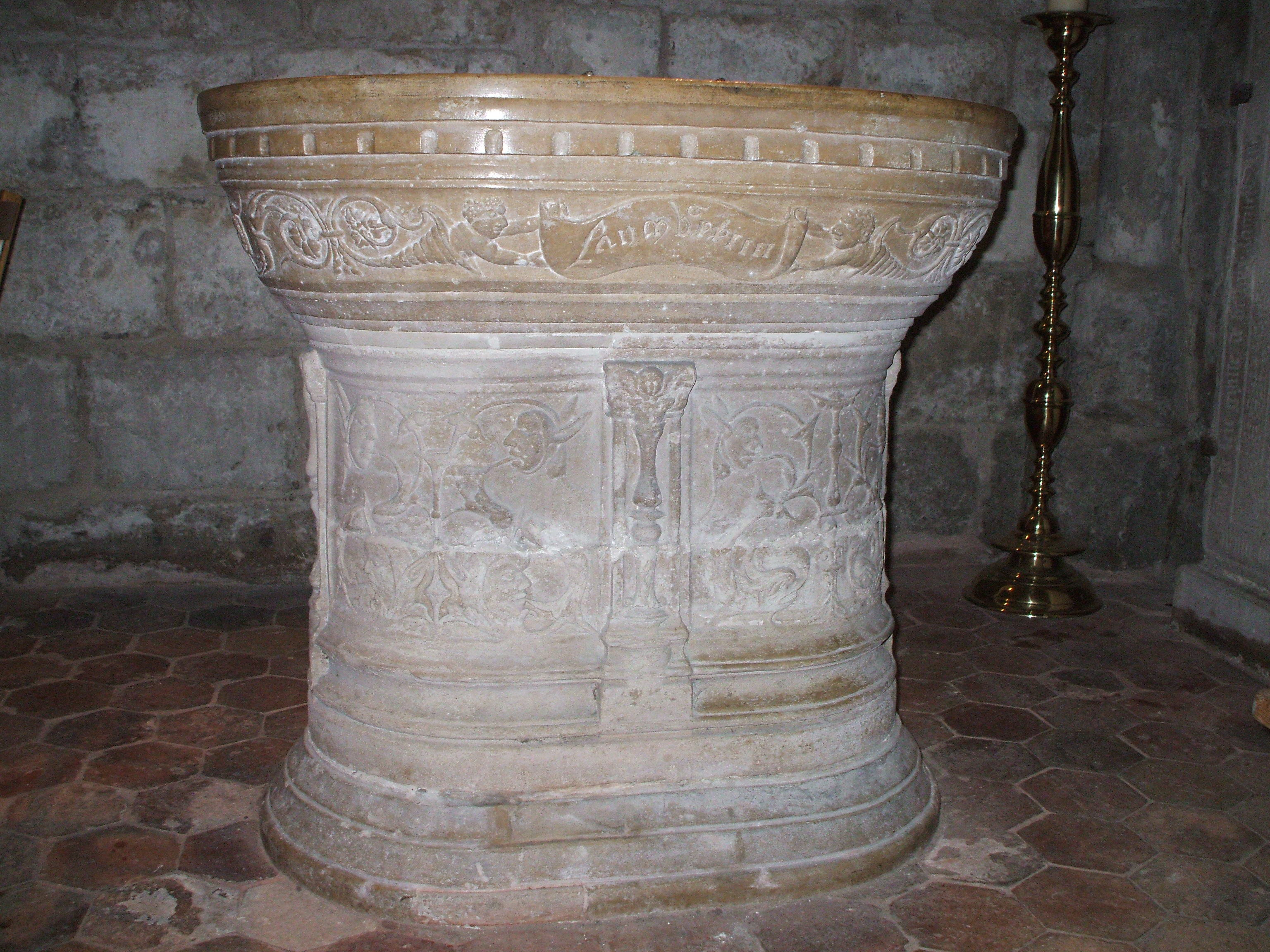
Taufbecken in Belloy-en-France

Das Taufbecken in der katholischen Kirche St-Georges in Belloy-en-France, einer französischen Gemeinde im Département Val-d’Oise in der Region Île-de-France, wurde 1524 geschaffen. Im Jahr 1897 wurde das Taufbecken im Stil der Renaissance als Monument historique in die Liste der geschützten Objekte (Base Palissy) in Frankreich aufgenommen.
Das Taufbecken aus Stein, das mit der Jahreszahl 1524 bezeichnet ist, besitzt viele Bas-Reliefs mit unterschiedlichen Motiven: Pflanzen, Grotesken mit Narrenmützen und merkwürdige menschliche Gestalten.